# Hendrik Jans Westra
Hendrik Jans Westra (Harlingen, 18 maart 1766 – aldaar, 11 september 1831) was een Nederlandse burgemeester.
Westra werd 15 april 1766 in de Grote Kerk van Harlingen gedoopt als zoon van koopman Jan Jarigs Westra en Dieuwke Pesma. Hij trouwde zelf met Hiltje Schaaff (1766-1790) en Eva Fontein (1773-1856). Mr. Westra was advocaat van het Hof van Friesland (1788-1802), baljuw (1810) en vrederechter (1811). Hij was medeoprichter van de vrijmetselaarsloge in Harlingen. Hij werd later directeur van de in- en uitgaande rechten en accijnzen in Drenthe (1820). In 1831 werd hij burgemeester van Assen, hij overleed echter later dat jaar in zijn geboorteplaats. Westra werd opgevolgd door wethouder Hendrik Jan Oosting.